# Contea di Rinbung
La contea di Rinbung (仁布县S, Rénbù XiànP) è una contea della Cina, situata nella Regione Autonoma del Tibet e amministrata dalla prefettura di Shigatse.